# Opdyke
Opdyke es un lugar designado por el censo ubicado en el condado de Jefferson en el estado estadounidense de Illinois. En el Censo de 2010 tenía una población de 254 habitantes y una densidad poblacional de 187,16 personas por km².

## Geografía
Opdyke se encuentra ubicado en las coordenadas 38°15′30″N 88°47′24″O / 38.25833, -88.79000. Según la Oficina del Censo de los Estados Unidos, Opdyke tiene una superficie total de 1.36 km², de la cual 1.36 km² corresponden a tierra firme y (0%) 0 km² es agua.

## Demografía
Según el censo de 2010, había 254 personas residiendo en Opdyke. La densidad de población era de 187,16 hab./km². De los 254 habitantes, Opdyke estaba compuesto por el 96.46% blancos, el 0% eran afroamericanos, el 0% eran amerindios, el 0% eran asiáticos, el 0% eran isleños del Pacífico, el 0.39% eran de otras razas y el 3.15% pertenecían a dos o más razas. Del total de la población el 2.36% eran hispanos o latinos de cualquier raza.